# Fabrico cuero
Fabrico cuero es el primer álbum de estudio del dúo argentino Illya Kuryaki and the Valderramas, donde sintetizan sonidos raperos, con letras irónicas y melodías pegadizas, como en el caso de "Es tuya Juan". Llegaron a ser invitados por Charly García para tocar "Fabrico cuero" mezclado con "Rap del exilio" en sus shows de Ferro de 1991. Ese año fueron votados como la Revelación en el Suplemento Sí de Clarín.

## Listado de temas
1. Jubilados violentos - 3:20
2. Amuleto - 3:20
3. Es tuya Juan - 4:17
4. Fabrico cuero - 3:00
5. Nacidos para ser argentos - 2:25
6. No caigas - 1:06
7. Corrupción gringa - 6:10

## Miembros
- Emmanuel Horvilleur
- Dante Spinetta

### Músicos invitados
- Luis Alberto Spinetta (guitarras)
- Alejandro Rozitchner (bajo, guitarra en 7)
- Javier Malosetti (teclados en 6, bajo en 6)
- Claudio Cardone (teclados en 4 y 7).
- Gustavo Spinetta (batería)

## Ficha técnica
- Técnico de grabación y mezcla: Adrián Bilbao
- Asistente de grabación: Aníbal Barrios
- Programación de baterías y percusión: Dante Spinetta, Javier Malosetti en 6
- Sampling: Dante Spinetta, Emmanuel Horvilleur
- Dancer: Nahuel Cagiao
- Fotografía: Eduardo Martí
- Diseño de cubierta: Sergio Pérez Fernández
- Reedición: Discos Pampa - 1995